# سوخو کی‌آر-۸۶۰
سوخو کی‌آر-۸۶۰ (به انگلیسی: Sukhoi KR-860) یک هواگرد ساختِ کارخانهٔ سوخو است.